# Аджыгёль-Невшехир
Аджыгёль-Невшехир (тур. Acıgöl-Nevşehir) — кальдера, которая располагается на Анатолийском плоскогорье, в провинции Невшехир, Турция.
Наивысшая точка кальдеры купол Когадаг Тепе (тур. Kogadag Tepe), достигающий высоты 1689 м. Кальдера состоит из мааров, застывших лавовых потоков, состоящих из базальтов, вулканических куполов и шлаковых конусов. Местность пересекает шоссе между городами Аджыгёль и Невшехир.
Плато в данном районе начало формироваться 190 000 лет тому назад. Этот период в основном представлен риолитами. Результаты того извержения видны в 35 километрах к северо-востоку от самого очага вулканической деятельности.
Сама кальдера начала образовываться примерно 75 000 лет в результате деятельности близлежащих вулканических куполов, которые находятся восточнее кальдеры. Характер извержений был похож на плинианский тип и содержит пемзу и большое количество игнимбрита. Закончился данный этап вулканической деятельностью с западной стороны кальдеры 20-25 тысяч лет. Постоянная активность происходила в эпоху голоцена в период 11000 — 4300 гг. до н. э. Последняя активная фаза вулканической деятельности происходила примерно в 2000 г. до н. э.